# CUBA
CUBA ist das kommerziell erfolgreichste Studioalbum der österreichischen Folkband Ausseer Hardbradler. Aus dem Album wurde die Single Hoamweh nach BA ausgekoppelt, die es bis auf Platz 5 der Ö3 Austria Top 40 schaffte. Der Song konnte sogar Airplay auf Ö3 erreichen, was seit einer Programmreform des Senders mit einem Lied im Dialekt kaum möglich gewesen war.
Bereits im Jahr 2001 wurde der bisherige Non-Album-Track I bin a Schifoara veröffentlicht, der als beliebtes Après-Ski Lied galt.
Die physische Version des Albums erschien am 22. Juni 2003 und konnte darauf am 6. Juli ebenso wie die Single auf Platz 5 in die Albumcharts der österreichischen Hitparade einsteigen. Das Album wurde mit der Goldenen Schallplatte ausgezeichnet und dies führte dazu, dass die Band mit dem AMADEUS Austrian Music Award ausgezeichnet wurde.
Es ist das vorletzte Studioalbum der Band, da die Gruppe sich im Jahr 2004 auflöste.

## Stil
Die Musik-stilistische Bandbreite dieses Albums geht von Rock über Funky Metal bis Reggae. Außerdem treten viele Elemente der Volksmusik hervor, wie Solo-Einspielungen einer Steirischen.
In den Texten sticht öfter der Herkunftsort der Band, Bad Aussee hervor. Außerdem wird auf die ursprüngliche "Bradlmusi", aus der sich das Genre der Band entwickelte, hingewiesen. Die Texte sind ausschließlich im steirischen Dialekt vorgetragen.

## Herkunft des Namens
Der Name des Albums leitet sich von der Abkürzung CU BA (also see you, BA) ab. Das BA im Namen ist ein Akronym für Bad Aussee, dem Herkunftsort der Gruppe. Im Titelsong Cuba wird diese Abkürzung thematisiert. Auch in der Album-Version des Songs Hoamweh nach BA wird zum Schluss die Textzeile CU @ BA gesungen.

## Titelliste
1. Cuba
2. Zwoa Bergzigeuner
3. I war so gern verliabt
4. Hoamweh nach BA
5. Funkerl in Ab
6. Der Huat brennt
7. A jeder denkt anders
8. High Tech Society
9. Diandl i liabat di
10. Just Another Day in da Sun am See
11. Mia zwoa g'hörn zam
12. I bin a Schifoara
13. In The Eye Of Da Lion
14. Kimmt sche hoamli de Nacht
15. Was woass i
16. Dir kimt 4
17. Hümmüblau
18. Bonustrack: Zwoa Bergzigeuner (Flow's Papa Original)